# إيلا واشنطن
إيلا واشنطن (بالإنجليزية: Ella Washington)‏ هي مغنية أمريكية، ولدت في 25 أكتوبر 1943.

## وصلات خارجية
- إيلا واشنطن على موقع ميوزك برينز (الإنجليزية)
- إيلا واشنطن على موقع ديسكوغز (الإنجليزية)